# 샤이닝 포스
샤이닝 포스(Shining Force, シャイニング・フォース 神々の遺産)는 1992년 메가 드라이브 콘솔용 턴제 전술 롤플레잉 게임이다. 샤이닝 인 더 다크니스(Shining in the Darkness)에 이어 샤이닝 시리즈 비디오 게임의 두 번째 작품이다. 주로 전통적인 판타지 테마 게임이기는 하지만 일부 공상 과학 요소도 포함되어 있다.
이 게임은 드림캐스트용 세가 스매시 팩 볼륨 1(Sega Smash Pack Volume 1)과 마이크로소프트 윈도우용 세가 스매시 팩 2(Sega Smash Pack 2), 엑스박스 360 및 플레이스테이션 3용 소닉의 얼티밋 제네시스 컬렉션, Wii 버추얼 콘솔용 독립형 게임으로 반복적으로 다시 출시되었다. 스팀 (서비스)을 통해 윈도우용으로도 출시됐다. 또한 2004년에는 게임보이 어드밴스의 리메이크가 "Shining Force: Resurrection of the Dark Dragon"이라는 제목으로 출시되었으며, 2010년에 게임은 iOS용으로 출시되었지만 2015년에 중단되었다. 닌텐도 스위치 온라인 + 2021년 확장팩으로 다시 출시되었다.